# Yannick Plissonneau
Yannick Plissonneau, né le 28 mars 1956 à Pornic (Loire-Atlantique), est un footballeur français reconverti entraîneur.
Après sa formation au FC Nantes et des passages en équipes réserves de clubs professionnels, Yannick joue en deuxième division nationale à l'Amicale de Lucé et l'US Orléans. En 1980, il est titulaire dans l’équipe orléanaise qui affronte l’AS Monaco en finale de la Coupe de France au Parc des princes.

## Biographie

### Enfance et formation
Yannick Plissonneau est le fils de Louis, footballeur amateur de plusieurs clubs autour d'Arthon-en-Retz au milieu du XXe siècle, et a deux frères. Les trois fils jouent tous en équipe jeune au FC Nantes, Pascal comme gardien, Yannick en défenseur latéral, et Alain en meneur de jeu. Pascal poursuit sa carrière en troisième division nationale, à Montargis, et Alain en Division d'honneur à Challans avant de devenir recruteur de jeunes pour les Chamois niortais. Ils sont aussi les cousins de Mickaël Landreau, gardien international français.
Yannick Plissonneau fait ses premières gammes dans le club d'Arthon-en-Retz près de sa ville natale de 1966 à 1968 avant de rejoindre le centre de formation du FC Nantes.
Il intègre ensuite le R.C.F.C. Besançon alors en Division 2 mais le quitte précipitamment durant l'hiver 1973 pour l'AS Nancy-Lorraine de Michel Platini, en 1re division. La saison suivante (1974-75), les Lorrains descendent en 2e division. Plissonneau décide de partir douze mois après son arrivée (déc.1973 - déc.1974) pour la capitale et le Red Star, promu en D1, il y finit la saison.

### Division 2 avec Lucé puis Orléans
C'est alors qu'il rejoint l'Amicale de Lucé, basée près de Chartres, en 1975 où il gagne sa place de titulaire et champion de D3 dès la première saison. Il vit les trois premiers exercices du club en Division 2 avant de partir pour l'US Orléans, concurrent en championnat, en 1979.
Dès sa première saison 1979-1980, il joue peu en championnat mais est titulaire en Coupe de France dont l'équipe atteint la finale perdue 3-1 contre l'AS Monaco. 

### Retour à Lucé puis Rambouillet pour finir
Il retourne finir sa carrière à l'Amicale de Lucé, qui est entre-temps descendue en Division 4.
Pour la saison 1988-1989, Yannick Plissonneau prend la gestion de l'équipe de Rambouillet. Celle-ci est promue en Promotion d'honneur régionale en 1991. Plissonneau quitte le club un an après.

### Entraîneur en amateur
Au terme de la saison 1999-2000, l'ÉSOF La Roche-sur-Yon termine deuxième de DH Atlantique, à neuf points de Brétignolles, et rate la montée en CFA 2.
En 2000, Yannick Plissonneau prend la tête du Stade luçonnais en DH Atlantique. La seconde année, le club atteint pour la première fois les 32e de finale de Coupe de France 2001-2002 et reçoit le Paris SG à Niort (0-2). L'équipe est ensuite championne de DH, montant en CFA 2. Après une première saison au niveau national et la cinquième place obtenue, l'entraîneur est élu meilleur entraîneur de la ligue Atlantique et quitte son poste.
En août 2003, Yannick Plissonneau est recruté par l'Angoulême CFC en National pour redresser le club. Il déclare dix ans après : « Le club était plombé mais venait de faire un gros recrutement avec notamment Steve Savidan que j'avais sorti du chômage à Beauvais. Ce fut une expérience riche mais courte. Je n'ai pas eu le temps de travailler ». En effet, il est écarté dès le mois d'octobre après seulement deux victoires en onze matchs.
Plissonneau fait ensuite son retour à l'Amicale de Lucé remontant alors en DH Centre. En décembre 2008, Yannick Plissonneau annonce qu'il quitte son poste d'entraîneur à la fin de la saison. Sur le banc depuis 5 ans et deux montées plus tard, il estime avoir fait le tour du club, pointant du doigt les structures vétustes, le peu de moyens consacrés à la formation et l’instabilité chronique du club, avec quatre présidents en cinq ans. Néanmoins il est licencié en cours d'exercice et attaque le club aux prud'hommes pour licenciement abusif. Il quitte l’Amicale de Lucé en décembre 2008.
Le natif de Loire-Atlantique se retire des terrains mais reste en Eure-et-Loir pour reprendre un commerce à Chartres de 2009 à 2017, le bar-tabac-presse Le Khédive.
Avec le temps, il perd son agrément DEF (diplôme d'entraîneur de football), qui lui permettait d'encadrer au niveau national, parce qu'il a quitté le monde sportif. 
Pour la saison 2018-2019, maintenant à la retraite, il aide son fils Julien qui prend l'équipe du CS Mainvilliers en main et le remplace à trois occasions. À la fin de la saison, Yannick Plissonneau candidate pour devenir délégué officiel de District d'Eure-et-Loir. Ces expériences lui redonne goût au terrain et, pour la saison 2020-2021, Yannick prend la tête de l'Entente sportive de Nogent-le-Roi en Régional 2 de la Ligue Centre-Val de Loire. Il a déjà entraîné l'ESN 26 ans plus tôt en Promotion de Ligue, quatrième et dernier échelon régional.

## Statistiques
Ce tableau présente les statistiques de Yannick Plissonneau,.
| Saison                | Club                  | Championnat           | Championnat | Championnat | Coupe(s) nationale(s) | Coupe(s) nationale(s) | Total | Total |
| Saison                | Club                  | Division              | M.          | B.          | M.                    | B.                    | M.    | B.    |
| 1975-1976             | Amicale de Lucé       | D3                    |             |             |                       |                       | 0     | 0     |
| 1976-1977             | Amicale de Lucé       | D2                    | 32          | 1           | -                     | -                     | 32    | 1     |
| 1977-1978             | Amicale de Lucé       | D2                    | 32          | 0           | 3                     | 0                     | 35    | 0     |
| 1978-1979             | Amicale de Lucé       | D2                    | 34          | 0           | -                     | -                     | 34    | 0     |
| 1979-1980             | US Orléans            | D2                    | 14          | 1           | 7                     | 0                     | 21    | 1     |
| 1980-1981             | US Orléans            | D2                    | 34          | 1           | 3                     | 0                     | 37    | 1     |
| 1981-1982             | US Orléans            | D2                    | 21          | 1           | -                     | -                     | 21    | 1     |
| 1982-1983             | US Orléans            | D2                    | 30          | 1           | -                     | -                     | 30    | 1     |
| 1983-1984             | US Orléans            | D2                    | 30          | 1           | -                     | -                     | 30    | 1     |
| 1984-1985             | Amicale de Lucé       | D4                    | -           | -           | -                     | -                     | 0     | 0     |
| 1985-1986             | Amicale de Lucé       | D4                    | -           | -           | -                     | -                     | 0     | 0     |
| 1986-1987             | Amicale de Lucé       | D4                    | -           | -           | -                     | -                     | 0     | 0     |
| 1987-1988             | Amicale de Lucé       | D4                    | -           | -           | -                     | -                     | 0     | 0     |
| Total sur la carrière | Total sur la carrière | Total sur la carrière | 247         | 6           | 13                    | 0                     | 260   | 6     |

## Palmarès

### Joueur
- 1976 : champion de Division 3 groupe Centre avec l'Amicale de Lucé
- 1980 : finaliste de la Coupe de France avec l'US Orléans

### Entraîneur
- 2001 : Champion de DH Atlantique avec le Stade luçonnais
- 2002 : 32e de finale de Coupe de France  avec le Stade luçonnais
- 2005 : Champion de PH Centre avec l'Amicale de Lucé